# Luis Cid
Luis Cid Pérez (Allariz, 1929. december 9. – Allariz, 2018. február 13.) spanyol labdarúgó, edző.

## Pályafutása

### Játékosként
1949 és 1952 között az Orensana, 1952 és 1954 között a Racing Ferrol, 1954 és 1956 között a Real Oviedo, 1956-57-ben a Burgos labdarúgója volt.

### Edzőként
1961 és 1963 között a Cartagena, 1965-66-ban a CE Europa, 1966 és 1968 között a Langreo vezetőedzője volt. 1968 és 1972 között a Sporting Gijón szakmai munkáját irányította és az 1969–70-es idényben a csapattal megnyerte a a spanyol másodosztályú bajnokságot. 1972 és 1976 között a Real Zaragoza, 1976 és 1979 között a Sevilla, 1979 és 1981 között Real Betis csapatainál tevékenykedett. 1981-ben az Atlético Madrid vezetőedzője volt. 1982-83-ban az Elche, 1983-84-ben a Celta Vigo, 1985-86-ban a Real Betis, 1987-ben a Figueres, 1990-ben az Ourense együtteseinél dolgozott.

## Sikerei, díjai
Sporting Gijón
- Spanyol bajnokság – másodosztály (Segunda División)
  - bajnok: 1969–70